# Liste des députés européens du Portugal de la 6e législature
Ceci est une liste des 24 membres du Parlement européen pour le Portugal lors de la session 2004-2009.

## Liste
| Nom               | Parti                  | Groupe  |
| ----------------- | ---------------------- | ------- |
| Francisco Assis   | Parti socialiste       | PSE     |
| Luis Capoulas     | Parti socialiste       | PSE     |
| Paulo Casaca      | Parti socialiste       | PSE     |
| Carlos Coelho     | Parti social-démocrate | PPE-DE  |
| Fausto Correia    | Parti socialiste       | PSE     |
| Manuel dos Santos | Parti socialiste       | PSE     |
| Maria Esteves     | Parti social-démocrate | PPE-DE  |
| Edite Estrela     | Parti socialiste       | PSE     |
| Emanuel Fernandes | Parti socialiste       | PSE     |
| Elisa Ferreira    | Parti socialiste       | PSE     |
| Ilda Figueiredo   | Parti communiste       | GUE/NGL |
| Duarte Freitas    | Parti social-démocrate | PPE-DE  |
| Ana Maria Gomes   | Parti socialiste       | PSE     |
| Vasco Graça Moura | Parti social-démocrate | PPE-DE  |
| Jamila Madeira    | Parti socialiste       | PSE     |
| Sérgio Marques    | Parti social-démocrate | PPE-DE  |
| João Pinheiro     | Parti social-démocrate | PPE-DE  |
| Miguel Portas     | Bloc de gauche         | GUE/NGL |
| Luís Queiró       | CDS – Parti populaire  | PPE-DE  |
| José Ribeiro      | CDS – Parti populaire  | PPE-DE  |
| Sérgio Ribeiro    | Parti communiste       | GUE/NGL |
| José Silva        | Parti social-démocrate | PPE-DE  |
| Sérgio Sousa      | Parti socialiste       | PSE     |